# Теріан
Теріан (рум. Tărian) — село у повіті Біхор в Румунії. Входить до складу комуни Джирішу-де-Кріш.
Село розташоване на відстані 445 км на північний захід від Бухареста, 10 км на захід від Ораді, 142 км на захід від Клуж-Напоки.

## Населення
За даними перепису населення 2002 року у селі проживали 1950 осіб.
Національний склад населення села:
| Національність | Кількість осіб | Відсоток |
| -------------- | -------------- | -------- |
| румуни         | 1080           | 55,4%    |
| угорці         | 795            | 40,8%    |
| цигани         | 65             | 3,3%     |
| словаки        | 7              | 0,4%     |

Рідною мовою назвали:
| Мова      | Кількість осіб | Відсоток |
| --------- | -------------- | -------- |
| румунська | 1113           | 57,1%    |
| угорська  | 808            | 41,4%    |
| циганська | 19             | 1,0%     |
| словацька | 6              | 0,3%     |